# Cho Hae-jin
Cho Hae-jin (en hangul, 조해진; en hanja, 趙海珍; Seúl, 1976) es una escritora surcoreana.

## Vida
Cho Hae-jin nació en 1976 en Seúl; se graduó en educación en la Universidad de Mujeres Ewha, y luego se graduó en la escuela de posgrado en literatura coreana de la misma universidad. Durante los estudios, en tercer curso, comenzó a escribir, y practicó la escritura tras graduarse durante cinco años. Inició su carrera literaria en 2004, cuando ganó el Premio Literario Munye Joongang a la Mejor Primera Novela.
A finales de 2008 enseñó estudios coreanos en una universidad de Polonia y trabajó como profesora de lengua coreana durante durante el curso académico 2009-2010. En esa época leyó un artículo sobre desertores norcoreanos en Bélgica, lo que le sirvió de inspiración para su tercera novela Me llamo Loh Kiwan (en hangul, 로기완을 만났다), con la que se hizo conocida por el público lector. A través de ella se interroga sobre «un desertor norcoreano que quiere recibir el estatus de refugiado, no tiene identificación, no tiene una patria a la que regresar y no tiene conocimientos de idiomas para comunicarse en absoluto».
En 2013 ganó con esta última novela el 31.º Premio de Literatura Sin Dong-yup, y en 2016 ganó el 17.º Premio Literario Lee Hyo-seok por el cuento La felicidad del caminante (en hangul, 산책자의 행복; romanización revisada del coreano, Sanchaekja-ui haengbok).En 2022 un nuevo premio provocó una controversia en la que se vio implicada la novelista: esta ganó el 53.º Premio Literario Dongin, que conmemora a Kim Dong-in, un escritor que colaboró con el Gobierno General japonés; entidades y asociaciones literarias coreanas instaron a Cho a que renunciara al premio y aceptara un alternativo Premio Literario Indong, despojado de esa connotación projaponesa.
En 2023 publicó la novela Pasando el invierno (겨울을 지나가다), cuya protagonista debe hacer frente a la pérdida de su madre, a la que acompaña en sus últimos meses de vida. El título guarda relación con su novela anterior, Pasando el verano, aunque la materia narrativa es diversa. Según la propia Cho, «sería bueno leer una novela sobre la temporada de verano, que representa la juventud, y luego leer el invierno, una tristeza universal que cualquiera puede experimentar». Su proyecto sucesivo era una nueva novela, Eternidad de la luz, una versión larga del cuento El guardián de la luz, que trata sobre un fotógrafo que viaja a zonas de conflicto.

## Escritura
El crítico literario Shin Hyeong-cheol escribió en el comentario de la primera novela de Cho Hae-jin que «esta autora escribe solo sobre aquellos que están muriendo físicamente o que ya están muertos socialmente». Por su parte, el también crítico Go In-hwan ha declarado sobre las novelas de Cho que «parten del interés por las vidas de los demás y luego, a través del doloroso proceso de filtrarse en sus vidas, permiten que los lectores se impregnen de su yo interior con la vida de los demás», y que tienen «patrones de comunicación deslumbrantemente claros que están grabados en el interior de los lectores».
Cho ha expresado claramente su opinión sobre la literatura, diciendo que «fundamentalmente, la literatura, y también la identidad de la literatura, es así. Creo que tratar con personas anónimas, y el problema del estatus y la ética, no es solo la naturaleza de la literatura, sino una tarea común para todos los escritores. Porque a los que no les falta nada estoy segura de que los demás medios de comunicación se lo recordarán por sí solos». 

## Obras

### Colecciones de cuentos
- Ciudad de Los Ángeles (천사들의 도시), Minumsa, 2008. ISBN 9788937482014.
- Nos vemos el jueves (목요일에 만나요, Mokyo-il-e mannayo), Munhakdongne, 2014.ISBN 9788954624169.
- El guardián de la luz (빛의 호위, Bitui howi), Changbi, 2017. ISBN 9788936437459.
- Aliento brillante (환한 숨, Hwanhan sum), 2021. ISBN 9788932038230[4]

### Novelas
- Sobre un sueño infinitamente maravilloso (한없이 멋진 꿈에, Haneopsi meotjin kkum-e), Munhakdongne, 2009. ISBN 9788954608541.
- Me llamo Loh Kiwan (로기완을 만났다), Changbi, 2011. ISBN 9788936433857.
- Un bosque que nadie ha visto (아무도 보지 못한 숲), Minumsa, 2013. ISBN 9788937473012.
- Pasando el verano (여름을 지나가다, Yeoreumeul jinagada), Munye Joongang, 2015. ISBN 9788927806738.
- Sencilla sinceridad (단순한 진심), Minumsa, 2019 ISBN 9788937441943.
- Una vida perfecta (완벽한 생애), Changbi, 2021. ISBN  9788936438487.[14]
- Pasando el invierno  (겨울을 지나가다), 2023. ISBN 9791160263299.[10]

## Premios
- 2004: Premio Munye Joongang al nuevo escritor por Pidiendo direcciones a una mujer (Yeoja-ege gileul mutda, 여자에게 길을 묻다 ).
- 2013: 31.º Premio de Literatura Sin Dong-yup por Me llamo Lo Kiwan (로기완을 만났다).[15]
- 2014: V Premio de Escritores Jóvenes.
- 2016: Premio Literario Lee Hyo-seok por La felicidad de un caminante (Sanchaekja-ui haengbok, 산책자의 행복).
- 2017: Premio de Literatura Tongyeong por El guardián de la luz (빛의 호위, Bitui howi).[16]
- 2019: Premio Literario Hyeongpyeong por El guardián de la luz.[17]
- 2019: Premio Literario Daesan por Sencilla sinceridad (단순한 진심).[18]
- 2020: Premio Literario Kim Man-jung por Sencilla sinceridad.[19]
- Premio Literario Muyoung por Pasando el verano (여름을 지나가다).[19]

## Adaptaciones cinematográficas
La novela Me llamo Loh Kiwan fue llevada al cine en una película del mismo título estrenada el 1 de marzo de 2024. La película está escrita y dirigida por Kim Hee-jin, y protagonizada por Song Joong-ki, Choi Sung-eun y Jo Han-chul.